# Галыгин, Вадим Павлович
Вади́м Па́влович Галы́гин (бел. Вадзім Паўлавіч Галыгін; род. 8 мая 1976, Борисов, Минская область, Белорусская ССР, СССР) — белорусский и российский актёр, телеведущий, артист разговорного жанра, продюсер, юморист, ведущий. Член академии Российского Телевидения, член правления Гильдии Продюсеров России. Чемпион Высшей Лиги КВН. Резидент «Comedy Club» на телеканале «ТНТ». Заместитель председателя Белорусской Федерации панкратиона и смешанных боевых единоборств. Попечитель Благотворительного фонда «Важные люди».
С 23 сентября 2022 года — ведущий шоу «Фантастика» на «Первом канале».

## Биография и карьера
Родился 8 мая 1976 года в Борисове Минской области (Белорусская ССР). Родители: мать Галыгина Галина Антоновна, отец Галыгин Павел Семёнович. По собственным словам, имеет польские корни.
В родном городе окончил среднюю школу № 7. Занимался спортивным ориентированием, баскетболом, туризмом. После окончания школы в 1993 году поступил в Минское высшее военно-командное училище.
В 1997 году окончил Военную академию Республики Беларусь, созданную на базе двух училищ, Минского высшего военно-командного училища и Высшего инженерного зенитно-ракетного училища, и ушёл служить в вооружённые силы Республики Беларусь в звании лейтенанта и в должности старшего офицера батареи первого самоходного артиллерийского дивизиона.
Проходил службу в 310 гвардейском Белостокском артиллерийском полку 120 гвардейской Рогачёвской дивизии. Позже был переведен на службу в Военную Академию Республики Беларусь. Оттуда уволился в запас. В 2000 году переехал в Москву.
В 2008 году Вадим Галыгин от лица компании «ЭГО продакшн» представил кинофильм «Очень русский детектив», режиссёром которого выступил Кирилл Папакуль.
В 2008 году принял участие в русском дубляже французской комедии «Астерикс на Олимпийских играх», озвучивая Брута. А летом 2009 года участвует в русском дубляже анимационного фильма «Ледниковый период-3: Эра динозавров», в котором озвучил Бака.
Являлся лицом рекламной кампании сети «Эльдорадо». Был одним из создателей гоночной команды «BY Motorsport», выступавшей в Российской Дрифт Серии с 2021 по 2022 год.

### КВН
В КВН начал играть в 1993 году в команде военного училища «МинполитШа», в составе которой пять раз принимал участие в фестивале КВН «Славянский базар» в городе Рязань и неоднократно становился Лауреатом этого фестиваля, взяв Гран-при. Позже команда претерпевала много изменений, в течение одного сезона называлась «Остров сокровищ» и в начале 1997 года приняла участие в Восьмом фестивале команд КВН в Сочи. Полуминутное выступление команды (с участием Галыгина) вошло в гала-концерт и его телеверсию, показанную по ОРТ. Позже она была переименована в «Бывало и хуже», и уже в её составе в 1998 году Вадим стал чемпионом лиги КВН «Старт» в Воронеже. К моменту увольнения из армии команда «Бывало и хуже» уже начинала распадаться, и было решено объединить её с командой Брестского политехнического университета «Отдел кадров», проект был назван сборной Минск-Брест. На Первом канале объединённая команда появилась в эфире фестиваля КВН в Сочи в 2001 году. В этом же году она стала чемпионом Евролиги КВН. Будучи давно знакомым с членами команды КВН БГУ, осенью 2000 года был приглашён играть уже в этой команде в сезоне 2001 года, в составе которой стал чемпионом Высшей лиги 2001 года. После этого выступал в спецпроектах КВН в командах «Сборная XXI века» и «Сборная СССР».
На данный момент является членом жюри в высшей лиге КВН. В 2025 году был награждён почетным знаком «Мастер Игры КВН».

### Шоумен
В 1994 году начал карьеру на «Радио Би-Эй» г Минск, с авторской программой «Армейская гостиная». На телевидении начал карьеру в 1995 году с передачи «Польский час». Программа выходила на 8 канале в Беларуси. Из-за неё Галыгин был объявлен польским правительством «персоной нон грата».
В 1999 году работал на Минской радиостанции «Альфа радио», с момента её основания.
С 2005 года — совместно с коллегами по КВН создал юмористический проект «Comedy Club». Резидентом «Comedy Club» являлся до 2016 года.
В 2007 году сыграл главную роль в новогоднем мюзикле «Призрак мыльной оперы» на телеканале СТС. В том же году был приглашён в шоу «СТС зажигает суперзвезду» в качестве судьи.
С мая по октябрь 2009 года — судья шоу «Слава Богу, ты пришёл!». Участник третьего сезона шоу «Две звезды» (Первый канал). Был одним из ведущих премии «Муз-ТВ 2009». Снимался в шоу «Наша Белараша», в котором играл охранника зоопарка.
В 2006 году стал соучредителем кинокомпании «Ego Production» (в 2009—2015 — «Friendly Media Group», с 2015 года — WMG). Первыми работами компании являлись фильмы «Самый лучший фильм», «Очень русский детектив», собственный проект «Очень Русское ТВ», который Галыгин вёл вместе с Мариной Грицук (команда КВН БГУ и «Отдел кадров»). Впоследствии компания работала над такими развлекательными программами, как «Крокодил» для Муз-ТВ, «Герои нашего времени» для РБК-ТВ или «Руссо туристо» для СТС, а также сериалом «Наш домашний магазин» на «Домашнем».
С 19 декабря 2009 по август 2011 года вёл юмористическое шоу «Люди, кони, кролики и домашние ролики» на украинском канале ICTV.
В 2009 году вместе с друзьями объявил о начале радио карьеры на «Русском радио».
С 2009 года по 2017 играл в Белорусском телеклубе «Что? Где? Когда?». За игровой стол садился 7 раз, из них 6 раз — в роли капитана. Однажды его команда обыграла знатоков со счетом 6:0.
13 февраля 2010 года на СТС состоялась премьера сериала «Галыгин. РУ», где Галыгин стал сценаристом, режиссёром и продюсером проекта.
В 2010—2011 годах был одним из ведущих программы «Случайные связи» на СТС.
Вместе с Олегом Бойко и Александром Любимовым на телеканале РБК был автором и ведущим проекта «Герои нашего времени», посвящённом участникам Паралимпийских игр в Сочи. Стал обладателем почётной грамоты Президента РФ за заслуги в подготовке и проведении 22 Олимпийских игр и 11 Паралимпийских зимних игр в Сочи.
В 2014 году — ведущий скетч-шоу «Однажды в России» на ТНТ.
С 3 октября по 25 декабря 2015 года был ведущим развлекательного шоу «Время Г» на телеканале НТВ.
С 18 февраля 2018 года — автор и ведущий юмористической программы «Анекдот-шоу», выходящей в социальной сети «Одноклассники», с 2024 года шоу программа выпускается на платформе VK. Её первый сезон с декабря 2018 по январь 2019 года повторялся на телеканале «РЕН ТВ», с июля 2019 года начался показ второго сезона.
В марте 2018 года участвовал в программе «Что? Где? Когда?».
С 23 сентября 2022 года — ведущий шоу «Фантастика» на «Первом канале».
В июне 2022 года был ведущим одной игры стадии 1/8 финала Высшей лиги КВН 2022, а в сентябре — игры 1/4 финала.
С января 2023 года ведёт подкаст «Анекдоты» в журнале «Подкаст. Лаб» на «Первом канале».

### Реклама
Долгое время был лицом сети магазинов «Эльдорадо», а также «М-Видео-Эльдорадо в России и Белоруссии, сети магазинов «Sulpak» в Казахстане, сотового оператора «life:) Беларусь», а также сети магазинов «Санта» и «БК-Леон».

### Спорт
Заместитель председателя Белорусской Федерации панкратиона и смешанных боевых единоборств.
Полузащитник белорусского футбольного клуба «АртСтарс».
Был одним из создателей гоночной команды «BY Motorsport», выступавшей в Российской Дрифт Серии с 2021 по 2022 год. В 2024 году был сооснователем команды «АВТОБАН AIMOL», выступающей в RDS GP (главный чемпионат Российской дрифт-серии, самый престижный турнир по дрифту в России).
Вице-президент Международного общества «Рыбаки Охотники».

## Личная жизнь
Женат, имеет троих детей. Супруга — Ольга Вайнилович (1986), бывшая певица и модель из Беларуси.
Дети:
- Таисия (24 мая 2000)[23]
- Вадим (01 мая 2011)
- Иван (18 июня 2019)

В 2025 году от дочери первого брака Вадим Галыгин стал дедушкой, на свет появился внук.

## Фильмография

### Актёрские работы
- 2001—2002 — FM и ребята — коммивояжёр (10-я серия) / Феликс (45-я—48-я серии)
- 2001 — Писаки — милиционер
- 2007 — Наша Belarussia
- 2008 — Очень русский детектив — патологоанатом Яцек Грабовски
- 2009 — Приколы на переменке — камео
- 2010 — Галыгин.ру — играет самого себя
- 2010 — Наш домашний магазин — камео — приглашённая звезда для рекламирования товаров
- 2013 — Ералаш — Выпуск № 270 (сюжет «Ошибочка вышла…»)[24] — Николай Иванович, отец мальчика
- 2013 — Деффчонки — новогодний таксист (57 серия)
- 2014 — Тайна четырёх принцесс — советник
- 2014 — Залётчики — режиссёр
- 2017 — Ёлки новые — камео
- 2018 — Zомбоящик — египтянин
- 2018 — Женщины против мужчин: Крымские каникулы — Вадим Павлович, управляющий отелем
- 2019 — Упыри — Дима, контрабандист
- 2019 — Новогодний ремонт — Аркаша, потерявшийся проводник
- 2020 — Свидание в Вегасе
- 2021 — Друг на продажу — Лев Пантелеев, кандидат в мэры
- 2023 — Лето в городе — Виталий Осьминогов
- 2023 — Баба Мороз и тайна Нового года — камео
- 2024 — Командир — слепой солдат в госпитале

### Дубляж
- 2008 — Астерикс на Олимпийских играх — Брут (роль Бенуа Пульворда)[6]
- 2008 — Хитрюга Джек 3D — доктор Штурмдранг
- 2009 — Ледниковый период 3: Эра динозавров — ласка Бак[25]
- 2010 — Союз зверей — сурикат Билли[26]
- 2014 — Махни крылом — Карл[27]
- 2014 — Астерикс: Земля Богов — Юлий Цезарь[28]
- 2016 — Ледниковый период 5: Столкновение неизбежно — ласка Бак

### Озвучивание
- 2009—2013 — Мульт личности — Александр Лукашенко
- 2014 — Попугай Club — крыса Эдик

## Дискография
- 2011 — альбом «Подарок» — совместно с группой «Леприконсы» (автор слов и музыки)
- На пляж — совместно с группой «Отпетые мошенники» (автор слов)
- 8 марта — совместно с группой «Ленинград» (автор слов и музыки)
- Вместе – Сосо Павлиашвили (автор слов)
- Новогодняя (исполнитель, автор слов и музыки)
- Плохой – совместно с Романом Рябцевым, Алией Насыровой
- Твоя, моя проблема – совместно с Юлией Беретта
- Птица счастья – совместно с Istokiya (автор слов и музыки)
- Космо Ясь – совместно с Андреем Ерониным (аранжировка)
- Фантастика – к шоу «Фантастика» на Первом (автор слов)
- Babe (Malysh) – (музыкальный проект «Coolt All Stars»)
- Electronic Music Generation – совместно с Славой CWT (музыкальный проект «Coolt All Stars»)

### Музыкальные темы
Comedy club
- I get knocked down (2005—2007)
- The next episode (2005-2007)